# سید علی ساری
سید علی بن کمال‌الدین بن قوام‌الدین یکی از پادشان مرعشیان تبرستان بود که در سال ۸۰۹ هجری به فرمان شاهرخ در آمل به حکومت رسید؛ لیکن پس از بازگشت سادات مرعشی از فرارود توانست به ساری رود و حکومت این شهر را به دست گیرد. حکومت وی همراه با نبردهایی پیاپی با عمویش، سید علی آمل، بر سر حکومت آمل بود.

## به حکومت رسیدن
تیمور پس از فتح تبرستان و پیروزی در مقابل مرعشیان، «رشانقه» را از «سادات» جدا کرد و به دستور وی هر کس که سید نبود را، «قتل‌عام» نمودند. تیمور پس از آن، برای اینکه مرعشیان دوباره به حکومت نرسند و منطقه را دچار شورش نکنند و همچنین برای آنکه آن‌ها را تحت نظر داشته باشد، فرمان داد سادات را به فرارود، مرکز حکومتش، انتقال دهند. به فرمان تیمور همهٔ مرعشیان را در کشتی نشانده و به فرارود (ماوراءالنهر) بردند.. تیمور پس از تبعید سادات مرعشی، حکومت ساری را به جمشید قارن غوری و آمل را به اسکندر شیخی و رستمدار را به ملک طوس و نور را به ملک کیومرث اهدا نمود. پس از مدتی اسکندر چلاوی به دلایل نامعلومی علیه تیمور شورش نمود و مدتی بعد در جنگل‌ها متواری شد و به قتل رسید. پس از قتل اسکندر، تیمور سیاستش را نسبت به مرعشیان تغییر داد، چناچه پس از مرگ اسکندر، حکومت آمل را به سیدعلی بن سید کمال‌الدین سپرد. تیمور به سید علی قول داد، وقتی به فرارود رسید، دیگر سادات مرعشی را نیز رها نماید ولی پیش از رسیدن به آنجا وفات یافت.

## بازگشت مرعشیان
پس از مرگ تیمور، رفتار جانشینش، شاهرخ، با سادات مرعشی مسالمت‌آمیز بود؛ چنانچه به آنان اجازهٔ بازگشتن به مازندران داد. در ابتدای ورود مرعشیان به تبرستان، پیرک پادشاه، حاکم استرآباد، آنان را محبوس نمود و اموالشان را ضبط کرد. با شورش مردمان ساری و کشتن والی ساری توسط آنان و سپس حرکت مردم آمل به سوی استرآباد، که یحتمل سیدعلی ساری مشوق و محرک آن‌ها بوده، پیرک پادشاه سادات مرعشی را در سال ۸۰۹ه‍جری قمری با هدایایی رها کرد.
پس از آن سادات به ساری رفته و در قلعه‌ای اقامت گزیدند. پس از چند روز فرزندان رضی‌الدین به آمل رفتند و حکومت شهر را از سید علی، فرزند کمال‌الدین، گرفتند. سید علی نیز به ساری رفته و با رایزنی و استناد به وصیتنامه‌های میربزرگ و کمال‌الدین، بارفروش را به برادرش، غیاث‌الدین، سپرد. سپس حکومت آمل را با موافقت سادات مرعشی، به سید قوام‌الدین دوم، فرزند رضی‌الدین، واگذار کرد. لیکن حکومت سید قوام‌الدین دوم، به درازا نکشید؛ چنانچه سید علی آمل علیه برادر زاده‌اش، سید علی ساری، با جمعی از درویشان در جنگل‌های اطراف آمل شورید. سید علی ساری نیز با به حکومت رسیدن سید علی آمل موافقت نمود.

## روابط با تیموریان
در زمان شاهرخ مالیات مازندران به هرات فرستاده نشد. شاهرخ علت این امر را پرسید و سید نصیرالدین برای توضیح این مسئله به هرات رفت و به شاهرخ چنین گفت که «ما جماعتی سادات غارت زده و تالان دیده‌ایم که شما عنایت فرموده و ملک موروثی را به ما بخشیده‌اید و در این دو سه سال که به مازندران رفتیم، این منطقه همه روزه در شورش و فتنه‌است و سید علی حاکم مازندران هنوز استقلالی پیدا نکرده و پس از بهبود اوضاع مال را تقدیم خزانه شما خواهد کرد.» شاهرخ نصیرالدین را در هرات نگه داشت و شخصی را به مازندران فرستاد تا نزد علی ساری برود و موضوع را بررسی کند. چون آن فرستاده به ساری رسید سید علی دستور داد تا آن فرستاده را گرفتند و با «چوب» زدند و ریش او را تراشیده و روانه کردند. چون فرستاده شاهرخ به هرات رسید نصیرالدین را زندانی کردند و سپاهیان شاهرخ عزم مازنردان کردند، اما در این میان مذاکراتی صورت گرفت و علی ساری فرزندش مرتضی را با تحفه‌ها و هدایایی به درگاه شاهرخ فرستاد و عذر خواهی نمود و گفت: «توقع ما این است که چون شاهرخ به ما عنایت کرده مازندران را مانند سابق به سادات ببخشد تا او علاوه بر اینکه هدایا و مالیات مازندران را می‌فرستد خود به خدمت شاهرخ برسد.» پس شاهرخ تقاضای او را اجابت نمود و سید نصیرالدین را آزاد کرده و روانه مازندران نمود.

## نبرد سرو کلا
پس از مدتی اختلافات سید علی ساری با سید علی آمل، موجب شد جنگی بین دو طرف رخ دهد. در این نبرد که در «سروکلا» روی داد، سید غیاث‌الدین و سید علی آمل به کمک ملک کیومرث (ملک پادوسبانی)، سید عزالدین (حاکم هزارجریب) و امیر سلیمان شاه (حاکم تیموری ری، قومس و دماوند) به جنگ سید علی ساری برخاستند.
در نبرد سروکلا، سید علی آمل و هوادارانش، پیروز شدند. بنابرین سید علی ساری به استرآباد گریخت و سید رضی‌الدین به حکومت شهر ساری گزیده شد. سید علی ساری نیز برادرش، سید نصیرالدین، را برای طلب کمک نزد شاهرخ تیموری فرستاد. سپس شاهرخ دستور داد تا لشکریان خراسان و استرآباد به کمک سید علی ساری روی آورند. سید علی ساری توانست دشمنان را شکست دهد و مازندران را دوباره فتح نماید.
سید مرتضی به شیراز مهاجرت نمود و غیاث‌الدین مورد عفو برادرش قرار گرفت. در سال ۸۱۴ هجری، سید علی آمل نیز به رستمدار گریخت و حکومت آمل دوباره به قوام‌الدین دوم رسید.

## نقرس
بیماری نقرس سید علی ساری موجب شد تا سید علی آمل بار دیگر علیه وی بشورد و در آمل مستقر شود. سید علی ساری ناچار شد تا صلح را بپذیرد. پس از آنکه سید علی ساری از بستر بیماری برخاست، به بهانهٔ مذاکره چند تن را نزد سید علی آمل رساند؛ لیکن وی اطاعت امر نکرد و به رستمدار گریخت و بار دیگر قوام‌الدین دوم به حکومت آمل رسید ولی دوباره سید علی آمل به آمل بازگشت و با استقبال طرفدارانش روبرو گشت.

## ولیعهد
غیاث‌الدین فکر می‌کرد که سید علی ساری پس از خودش، حکومت را به او می‌سپارد؛ ولی پس از آن که سید علی ساری به جای خویش، در نماز عید قربان، فرزندش سید مرتضی را فرستاد، غیاث‌الدین بازگشت نمود و نامه‌ای تهدیدآمیز به سید علی نگاشت. سپس سید علی ساری با برادر دیگرش، سید نصیرالدین، به مشورت نشست و از او برای پسرش بیعت گرفت. سرانجام در سال ۸۲۰هجری سید علی ساری وفات یافت و فرزندش، مرتضی، بر مسند نشست. سید نصیرالدین نیز در این هنگام، برای مرتضی از سید علی آمل، ملک کیومرث و فرزندان سید رضی‌الدین بیعت گرفت و نامه‌ای به شاهرخ رساند و در آن درخواست حکم مازندران را برای مرتضی نمود.